# مولن، اتریش
مولن (به آلمانی: Mühlen) یک منطقهٔ مسکونی در اتریش است که در مورو واقع شده‌است. مولن ۵۰٫۸۱ کیلومتر مربع مساحت دارد ۹۶۰ متر بالاتر از سطح دریا واقع شده‌است.